# Sahily Diago
Sahily Diago (ur. 26 sierpnia 1995) – kubańska lekkoatletka specjalizująca się w biegach sprinterskich oraz średniodystansowych.
Półfinalistka (biegu na 800 metrów) podczas mistrzostw świata juniorów młodszych w Lille Metropole (2011). Rok później sięgnęła po dwa srebra mistrzostw Ameryki Środkowej i Karaibów juniorów na 400 i 800 metrów. W 2014 została wicemistrzynią świata juniorek na dystansie 800 metrów. W 2023 otrzymała dwa złote medale igrzysk panamerykańskich.
Złota medalistka mistrzostw Kuby.

## Osiągnięcia
| Rok  | Impreza                                           | Miejsce         | Konkurencja             | Lokata     | Wynik   |
| ---- | ------------------------------------------------- | --------------- | ----------------------- | ---------- | ------- |
| 2011 | Mistrzostwa świata juniorów młodszych             | Lille Metropole | bieg na 800 metrów      | półfinał   | 2:08,25 |
| 2012 | Mistrzostwa Ameryki Środkowej i Karaibów juniorów | San Salvador    | bieg na 400 metrów      | 2. miejsce | 54,20   |
| 2012 | Mistrzostwa Ameryki Środkowej i Karaibów juniorów | San Salvador    | bieg na 800 metrów      | 2. miejsce | 2:06,70 |
| 2013 | Mistrzostwa panamerykańskie juniorów              | Medellín        | bieg na 800 metrów      | –          | DQ      |
| 2014 | Mistrzostwa świata juniorów                       | Eugene          | bieg na 800 metrów      | 2. miejsce | 2:02,11 |
| 2014 | Puchar interkontynentalny                         | Marrakesz       | bieg na 800 metrów      | 6. miejsce | 2:00,96 |
| 2014 | Igrzyska Ameryki Środkowej i Karaibów             | Xalapa          | bieg na 800 metrów      | 5. miejsce | 2:05,51 |
| 2015 | Igrzyska panamerykańskie                          | Toronto         | bieg na 800 metrów      | eliminacje | 2:13,72 |
| 2016 | Młodzieżowe mistrzostwa NACAC                     | San Salvador    | bieg na 800 metrów      | 3. miejsce | 2:04,20 |
| 2016 | Igrzyska olimpijskie                              | Rio de Janeiro  | bieg na 800 metrów      | eliminacje | 2:01,38 |
| 2021 | Igrzyska olimpijskie                              | Tokio           | sztafeta 4 × 400 metrów | 8. miejsce | 3:26,92 |
| 2023 | Igrzyska Ameryki Środkowej i Karaibów             | San Salvador    | bieg na 800 metrów      | 2. miejsce | 2:02,81 |
| 2023 | Igrzyska Ameryki Środkowej i Karaibów             | San Salvador    | bieg na 1500 metrów     | 2. miejsce | 4:11,07 |
| 2023 | Igrzyska panamerykańskie                          | Santiago        | bieg na 800 metrów      | 1. miejsce | 2:02,71 |
| 2023 | Igrzyska panamerykańskie                          | Santiago        | sztafeta 4 × 400 metrów | 1. miejsce | 3:33,15 |
| 2024 | Igrzyska olimpijskie                              | Paryż           | sztafeta 4 × 400 metrów | eliminacje | 3:33,99 |

## Rekordy życiowe
- Bieg na 400 metrów – 53,76 (2016)
- Bieg na 800 metrów – 1:57,74 (2014) rekord Ameryki Północnej juniorów
- Bieg na 1000 metrów – 2:37,5h (2014)